# 13-я воздушная армия (СССР)
13-я воздушная армия (13-я ВА) — оперативное объединение Военно-Воздушных Сил СССР, предназначенное для совместных действий с другими видами Вооружённых Сил и родами войск (сил) ВС СССР, а также решения самостоятельных оперативных и стратегических задач.

## Формирование
Воздушная армия сформирована 25 ноября 1942 года на основании Приказа НКО СССР № 230 от 10 ноября 1942 года на базе ВВС Ленинградского фронта

## История наименований
- ВВС Ленинградского военного округа;
- ВВС Северного фронта;
- ВВС Ленинградского фронта;
- 13-я воздушная армия — с момента формирования по 10.01.1949 г.;
- 76-я воздушная армия — с 10.01.1949 г.;
- ВВС Ленинградского военного округа — с апреля 1964 года;
- 76-я воздушная армия — с 4 апреля 1968 года;
- 76-я Краснознамённая воздушная армия — с 15 января 1974 года;
- ВВС Ленинградского военного округа — с апреля 1980 года;
- 76-я Краснознамённая воздушная армия — с мая 1988 года;
- 6-я Краснознамённая армия ВВС и ПВО (с 1 июня 1998 г.);
- 6-я Ленинградская Краснознамённая армия ВВС и ПВО (с 13.09.2005 г.);
- 1-е Ленинградское Краснознамённое командование ВВС и ПВО (с 1 декабря 2009 года);
- 6-я Ленинградская Краснознамённая армия ВВС и ПВО (с 1 августа 2015 года).

## Переформирование
Воздушная армия 10 января 1949 года на основании Директивы Генерального Штаба № ОРГ/1/120016 от 10 января 1949 года переформирована в 76-ю воздушную армию.

## В составе действующей армии
13-я воздушная армия находилась в составе действующей армии с 25 ноября 1942 года по 9 мая 1945 года, всего 897 дней.

## Подчинение
- в составе Ленинградского Фронта — с 25 ноября 1942 года по 24 июля 1945 года
- в составе Ленинградского военного округа — с 24 июля 1945 года по 10 января 1949 года.

## Участие в боевых действиях
Армия участвовала в:
- Операция «Искра» — 13-я воздушная армия поддерживала наступление 67-й армии[4][5].
- Ленинградско-Новгородская операция
- Выборгская операция
- Свирско-Петрозаводская операция (частью сил)
- Нарвская операция
- Таллинская операция[5]
- Моонзундская десантная операция

За время войны армия совершила 120 000 боевых вылетов.
10 частей армии за заслуги были преобразованы в гвардейские. 20 соединений были награждены орденами. 151 лётчик был удостоен звания Героя Советского Союза, а Пётр Афанасьевич Покрышев был награждён дважды.

## Командование

### Командующие
- Рыбальченко Степан Дмитриевич —генерал-майор авиации, генерал-лейтенант авиации[6] с ноября 1944 г. генерал-полковник авиации. Период нахождения в должности: с ноября 1942 г. по июль 1946 г.
- Архангельский Пётр Петрович — генерал-лейтенант авиации. Период нахождения в должности: с июля 1946 года по март 1947 года.
- Полынин Фёдор Петрович — генерал-полковник авиации, Герой Советского Союза. Период нахождения в должности: с марта 1947 года по 10 января 1949 года.

### Заместители командующего
- Иванов Андрей Андреевич — генерал-майор авиации, с апреля 1943 года по 13 октября 1943 года
- Литвяков Сергей Фролович — полковник, заместитель командующего[7]

### Начальники штаба армии
- Алексеев Александр Николаевич — полковник, с февраля 1944 г. — генерал-майор авиации. Период нахождения в должности: с 10 ноября 1942 г. — по 10 июля 1944 г.
- Лаврик Семён Андреевич— генерал-майор авиации. Период нахождения в должности: с 10 июля 1944 г. — по 21 марта 1945 г.

### Военные комиссары, заместители по политической работы
- Иванов Андрей Андреевич — бригадный комиссар (генерал-майор авиации), с ноября 1942 года по апрель 1943 года

## Состав

### Первоначальный боевой состав
| - 275-я истребительная авиационная дивизия - 276-я бомбардировочная авиационная дивизия - 277-я штурмовая авиационная дивизия - 13-й отдельный разведывательный авиационный полк - 12-я корректировочная авиационная эскадрилья - на укомплектовании и переподготовке: - 196-й истребительный авиационный полк - 286-й истребительный авиационный полк - 32-й гвардейский истребительный авиационный полк - 987-й бомбардировочный авиационный полк |

### Боевой состав на 1943 год
| - 273-я истребительная авиационная дивизия - 275-я истребительная авиационная дивизия - 276-я бомбардировочная авиационная дивизия - 277-я штурмовая авиационная дивизия - 13-й отдельный разведывательный авиационный полк - 5-я дальнеразведывательная авиационная эскадрилья - 10-я истребительная авиационная эскадрилья - 12-я корректировочная авиационная эскадрилья |

| - 273-я истребительная авиационная дивизия - 275-я истребительная авиационная дивизия - 276-я бомбардировочная авиационная дивизия - 277-я штурмовая авиационная дивизия - 13-й отдельный разведывательный авиационный полк - 5-я дальнеразведывательная авиационная эскадрилья - 12-я корректировочная авиационная эскадрилья |

| - 273-я истребительная авиационная дивизия - 275-я истребительная авиационная дивизия - 276-я бомбардировочная авиационная дивизия - 277-я штурмовая авиационная дивизия - 13-й отдельный разведывательный авиационный полк - 5-я дальнеразведывательная авиационная эскадрилья - 12-я корректировочная авиационная эскадрилья |

| - 275-я истребительная авиационная дивизия - 276-я бомбардировочная авиационная дивизия - 277-я штурмовая авиационная дивизия - 13-й отдельный разведывательный авиационный полк - 286-й истребительный авиационный полк - 12-я корректировочная авиационная эскадрилья |

| - 240-я истребительная авиационная дивизия - 275-я истребительная авиационная дивизия - 276-я бомбардировочная авиационная дивизия - 277-я штурмовая авиационная дивизия - 13-й отдельный разведывательный авиационный полк - 286-й истребительный авиационный полк - 12-я корректировочная авиационная эскадрилья |

| - 240-я истребительная авиационная дивизия - 275-я истребительная авиационная дивизия - 276-я бомбардировочная авиационная дивизия - 277-я штурмовая авиационная дивизия - 13-й отдельный разведывательный авиационный полк - 286-й истребительный авиационный полк - 12-я корректировочная авиационная эскадрилья |

| - 240-я истребительная авиационная дивизия - 275-я истребительная авиационная дивизия - 276-я бомбардировочная авиационная дивизия - 277-я штурмовая авиационная дивизия - 13-й отдельный разведывательный авиационный полк - 12-я корректировочная авиационная эскадрилья - 49-я корректировочная авиационная эскадрилья |

| - 275-я истребительная авиационная дивизия - 276-я бомбардировочная авиационная дивизия - 277-я штурмовая авиационная дивизия - 13-й отдельный разведывательный авиационный полк - 12-я корректировочная авиационная эскадрилья - 49-я корректировочная авиационная эскадрилья - 52-я корректировочная авиационная эскадрилья |

| - 275-я истребительная авиационная дивизия - 276-я бомбардировочная авиационная дивизия - 277-я штурмовая авиационная дивизия - 13-й отдельный разведывательный авиационный полк - 12-я корректировочная авиационная эскадрилья - 49-я корректировочная авиационная эскадрилья - 52-я корректировочная авиационная эскадрилья |

| - 275-я истребительная авиационная дивизия - 276-я бомбардировочная авиационная дивизия - 277-я штурмовая авиационная дивизия - 13-й отдельный разведывательный авиационный полк - 12-я корректировочная авиационная эскадрилья - 49-я корректировочная авиационная эскадрилья - 52-я корректировочная авиационная эскадрилья |

| - 275-я истребительная авиационная дивизия - 276-я бомбардировочная авиационная дивизия - 277-я штурмовая авиационная дивизия - 13-й отдельный разведывательный авиационный полк - 283-й истребительный авиационный полк |

| - 275-я истребительная авиационная дивизия - 276-я бомбардировочная авиационная дивизия - 277-я штурмовая авиационная дивизия - 13-й отдельный разведывательный авиационный полк - 283-й истребительный авиационный полк |

### Боевой состав на 1944 год
| - 275-я истребительная авиационная дивизия - 276-я бомбардировочная авиационная дивизия - 277-я штурмовая авиационная дивизия - 13-й отдельный разведывательный авиационный полк - 283-й истребительный авиационный полк - 12-я корректировочная авиационная эскадрилья - 49-я корректировочная авиационная эскадрилья - 52-я корректировочная авиационная эскадрилья |

| - 275-я истребительная авиационная дивизия - 276-я бомбардировочная авиационная дивизия - 277-я штурмовая авиационная дивизия - 13-й отдельный разведывательный авиационный полк - 283-й истребительный авиационный полк - 12-я корректировочная авиационная эскадрилья - 49-я корректировочная авиационная эскадрилья - 52-я корректировочная авиационная эскадрилья - 72-я корректировочная авиационная эскадрилья |

| - 269-я истребительная авиационная дивизия - 275-я истребительная авиационная дивизия - 276-я бомбардировочная авиационная дивизия - 277-я штурмовая авиационная дивизия - 281-я штурмовая авиационная дивизия - 280-я смешанная авиационная дивизия - 13-й отдельный разведывательный авиационный полк - 283-й истребительный авиационный полк - 742-й разведывательный авиационный полк - 386-й ночной бомбардировочный авиационный полк - 844-й транспортный авиационный полк - 3-й авиационный полк ГВФ - 12-я корректировочная авиационная эскадрилья - 44-я корректировочная авиационная эскадрилья - 49-я корректировочная авиационная эскадрилья - 52-я корректировочная авиационная эскадрилья - 59-я корректировочная авиационная эскадрилья - 72-я корректировочная авиационная эскадрилья |

| - 269-я истребительная авиационная дивизия - 275-я истребительная авиационная дивизия - 276-я бомбардировочная авиационная дивизия - 277-я штурмовая авиационная дивизия - 281-я штурмовая авиационная дивизия - 280-я смешанная авиационная дивизия - 13-й отдельный разведывательный авиационный полк - 283-й истребительный авиационный полк - 742-й разведывательный авиационный полк - 386-й ночной бомбардировочный авиационный полк - 844-й транспортный авиационный полк - 3-й авиационный полк ГВФ - 12-я корректировочная авиационная эскадрилья - 44-я корректировочная авиационная эскадрилья - 49-я корректировочная авиационная эскадрилья - 52-я корректировочная авиационная эскадрилья - 59-я корректировочная авиационная эскадрилья - 72-я корректировочная авиационная эскадрилья |

| - 275-я истребительная авиационная дивизия - 276-я бомбардировочная авиационная дивизия - 277-я штурмовая авиационная дивизия - 13-й отдельный разведывательный авиационный полк - 283-й истребительный авиационный полк - 12-я корректировочная авиационная эскадрилья - 49-я корректировочная авиационная эскадрилья - 52-я корректировочная авиационная эскадрилья - 72-я корректировочная авиационная эскадрилья |

| - 275-я истребительная авиационная дивизия - 276-я бомбардировочная авиационная дивизия - 277-я штурмовая авиационная дивизия - 13-й отдельный разведывательный авиационный полк - 283-й истребительный авиационный полк - 12-я корректировочная авиационная эскадрилья - 49-я корректировочная авиационная эскадрилья - 52-я корректировочная авиационная эскадрилья - 72-я корректировочная авиационная эскадрилья |

| - 275-я истребительная авиационная дивизия - 113-я бомбардировочная авиационная дивизия - 276-я бомбардировочная авиационная дивизия - 277-я штурмовая авиационная дивизия - 281-я штурмовая авиационная дивизия - 13-й отдельный разведывательный авиационный полк - 283-й истребительный авиационный полк - 203-й корректировочно-разведывательный авиационный полк - 212-й санитарный авиационный полк - 199-й отдельный авиационный полк связи |

| - 275-я истребительная авиационная дивизия - 113-я бомбардировочная авиационная дивизия - 276-я бомбардировочная авиационная дивизия - 277-я штурмовая авиационная дивизия - 281-я штурмовая авиационная дивизия - 13-й отдельный разведывательный авиационный полк - 283-й истребительный авиационный полк - 203-й корректировочно-разведывательный авиационный полк - 212-й санитарный авиационный полк - 199-й отдельный авиационный полк связи |

| - 275-я истребительная авиационная дивизия - 113-я бомбардировочная авиационная дивизия - 276-я бомбардировочная авиационная дивизия - 277-я штурмовая авиационная дивизия - 281-я штурмовая авиационная дивизия - 13-й отдельный разведывательный авиационный полк - 283-й истребительный авиационный полк - 203-й корректировочно-разведывательный авиационный полк - 212-й санитарный авиационный полк - 199-й отдельный авиационный полк связи - 87-я ночная бомбардировочная авиационная эскадрилья |

| - 275-я истребительная авиационная дивизия - 276-я бомбардировочная авиационная дивизия - 277-я штурмовая авиационная дивизия - 281-я штурмовая авиационная дивизия - 836-й бомбардировочный авиационный полк - 13-й отдельный разведывательный авиационный полк - 283-й истребительный авиационный полк - 203-й корректировочно-разведывательный авиационный полк - 212-й санитарный авиационный полк - 199-й отдельный авиационный полк связи - 87-я ночная бомбардировочная авиационная эскадрилья |

| - 275-я истребительная авиационная дивизия - 281-я штурмовая авиационная дивизия - 836-й бомбардировочный авиационный полк - 13-й отдельный разведывательный авиационный полк - 203-й корректировочно-разведывательный авиационный полк - 212-й санитарный авиационный полк - 199-й отдельный авиационный полк связи - 87-я ночная бомбардировочная авиационная эскадрилья |

| - 275-я истребительная авиационная дивизия - 281-я штурмовая авиационная дивизия - 13-й отдельный разведывательный авиационный полк - 203-й корректировочно-разведывательный авиационный полк - 212-й санитарный авиационный полк - 199-й отдельный авиационный полк связи - 87-я ночная бомбардировочная авиационная эскадрилья |

### Боевой состав на 1945 год
| - 275-я истребительная авиационная дивизия - 281-я штурмовая авиационная дивизия - 13-й отдельный разведывательный авиационный полк - 203-й корректировочно-разведывательный авиационный полк - 212-й санитарный авиационный полк - 199-й отдельный авиационный полк связи - 87-я ночная бомбардировочная авиационная эскадрилья |

| - 275-я истребительная авиационная дивизия - 281-я штурмовая авиационная дивизия - 13-й отдельный разведывательный авиационный полк - 203-й корректировочно-разведывательный авиационный полк - 212-й санитарный авиационный полк - 199-й отдельный авиационный полк связи - 87-я ночная бомбардировочная авиационная эскадрилья |

| - 275-я истребительная авиационная дивизия - 281-я штурмовая авиационная дивизия - 13-й отдельный разведывательный авиационный полк - 203-й корректировочно-разведывательный авиационный полк - 212-й санитарный авиационный полк - 199-й отдельный авиационный полк связи - 87-я ночная бомбардировочная авиационная эскадрилья |

| - 275-я истребительная авиационная дивизия - 281-я штурмовая авиационная дивизия - 13-й отдельный разведывательный авиационный полк - 199-й отдельный авиационный полк связи |

| - 275-я истребительная авиационная дивизия - 281-я штурмовая авиационная дивизия - 13-й отдельный разведывательный авиационный полк - 199-й отдельный авиационный полк связи |

### Боевой состав на 9 мая 1945 года
- 281-я штурмовая Новгородская Краснознаменная авиационная дивизия
- 275-я истребительная Пушкинская Краснознаменная авиационная дивизия
- 13-й отдельный разведывательный Ленинградский Краснознаменный авиационный полк
- 199-я отдельный авиационный полк связи